# ピエール＝ウジェーヌ・グランシール
ピエール＝ウジェーヌ・グランシール（Pierre-Eugène Grandsire、1825年3月18日 - 1905年5月27日）はフランスの画家、イラストレーターである。風景画を描き、多くの絵入り雑誌の挿絵を描いた。

## 略歴
フランス中部のロワレ県のオルレアンに生まれた。風景画家のジュール・ノエル(Jules Noël: 1810-1881)やバルビゾン派の画家、ジュール・デュプレから絵を学んだ。1852年に、イタリアのヴェネツィアに修行の旅にでて、その後も何度も、オーストリアやフランドル、スペインなどを旅して森の風景や港町の風景を描いた。
フランスではパリ郊外、ヴォージュ山脈の森、ブルターニュやノルマンディーの風景を描いて人気のある風景画になった。クルーズ川の風景を描いた作品は田園を愛した作家、ジョルジュ・サンドが著書「村の散歩(Les promenades autour d'un village)」のなかで称賛した。
1850年からパリのサロンに出展し、1889年と1900年に開かれたパリ万国博覧会の展覧会で銅メダルを受賞した。「ル・マガザン・ピトレスク」や「ル・モンド・イリュストレ」、「ル・トゥール・デュ・モンド」、「イリュストラシオン」といった雑誌に多くの挿絵を描いた。
1874年にレジオンドヌール勲章（シュヴァリエ）を受勲した。パリで没した。
グランシールの作品はオルレアンの美術館(Musée des beaux-arts d’Orléans)に収蔵されている。

## 作品

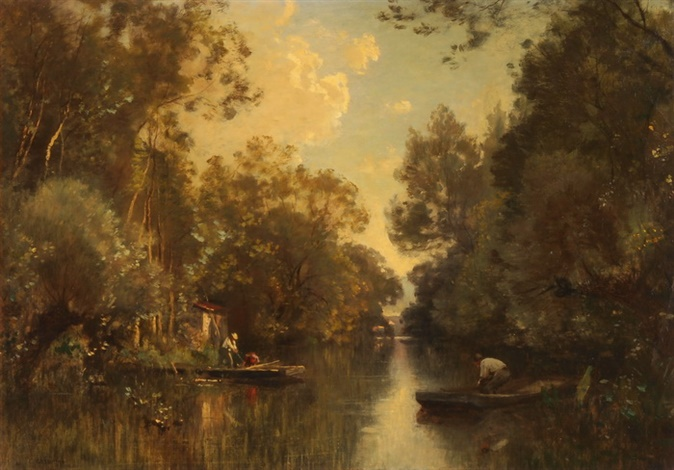
2隻のボートのいる川の風景
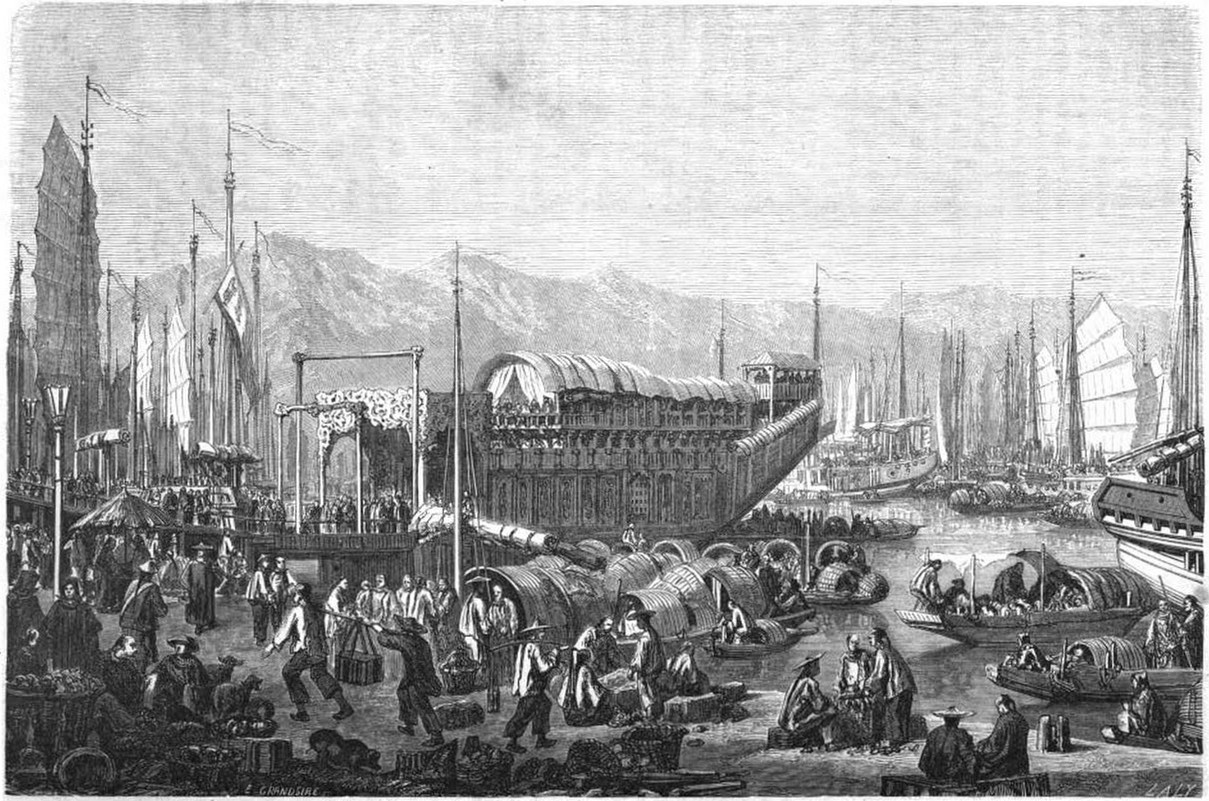
上海の装飾された船、「ル・トゥール・デュ・モンド」挿絵
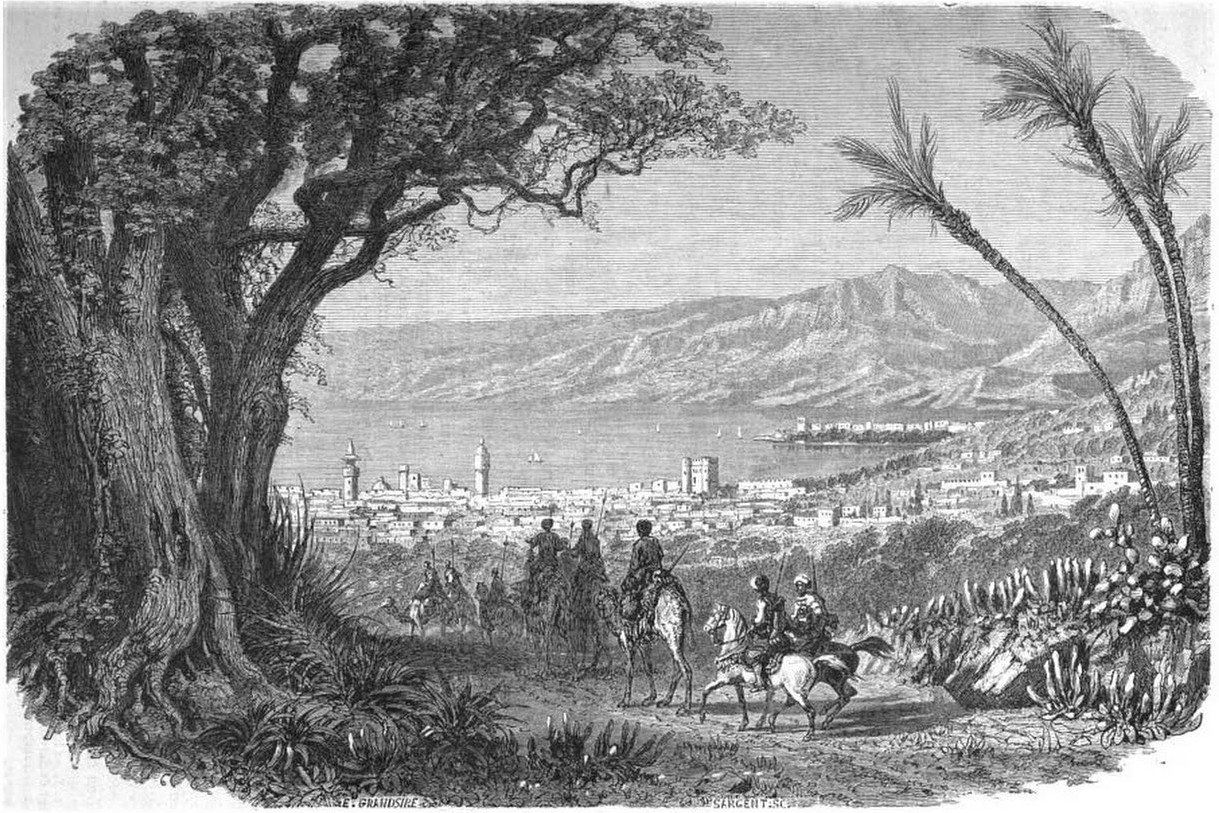
ベイルートの風景、「ル・トゥール・デュ・モンド」挿絵